# ISO 3166-2:GH
ISO 3166-2:GH — стандарт Международной организации по стандартизации, который определяет геокоды. Является подмножеством стандарта ISO 3166-2, относящимся к Гане. Стандарт охватывает 16 регионов Ганы. Каждый геокод состоит из двух частей: кода Alpha2 по стандарту ISO 3166-1 для Ганы - GH и дополнительного кода, записанных через дефис. Дополнительный код образован созвучно: названию, аббревиатуре названия региона. Геокоды регионов Ганы являются подмножеством кодов домена верхнего уровня — GH, присвоенного Гане в соответствии со стандартами ISO 3166-1.

## Геокоды Ганы
Геокоды 16 регионов административно-территориального деления Ганы.
| Геокод | Административная единица | Статус |
| ------ | ------------------------ | ------ |
| GH-AH  | Ашанти                   | регион |
| GH-TV  | Вольта                   | регион |
| GH-AA  | Большая Аккра            | регион |
| GH-EP  | Восточный                | регион |
| GH-AF  | Ахафо                    | регион |
| GH-WP  | Западный                 | регион |
| GH-UE  | Верхний Восточный        | регион |
| GH-NP  | Северный                 | регион |
| GH-UW  | Верхний Западный         | регион |
| GH-CP  | Центральный              | регион |
| GH-BE  | Боно                     | регион |
| GH-BO  | Восточный Боно           | регион |
| GH-NE  | Северо Восточный         | регион |
| GH-OT  | Оти                      | регион |
| GH-SV  | саваннах                 | регион |
| GH-WN  | Северо Западный          | регион |

## Геокоды пограничных Гане государств
- Кот-д’Ивуар — ISO 3166-2:CI (на западе),
- Буркина-Фасо — ISO 3166-2:BF (на северо-западе, на севере),
- Того — ISO 3166-2:TG (на востоке).